# Celulitis oka
Celulitis oka je infekcija kože kapaka i/ili očne orbite, najčešće izazvana infekcijom bakterijama ili gljivicama. Može se javiti u dva oblika kao: preseptalni celulitis (periorbitalni celulitis), ili kao infekcija kapka i okolne kože ispred orbitalnog septuma i orbitalni celulitis (postseptalni celulitis) kao infekcija tkiva orbite iza orbitalnog septuma. I jedan i drugi celulitis mogu biti uzrokovani spoljašnjim žarištem infekcije (npr. iz rane na koži lica), infekcijom koja se širi iz nosnih sinusa ili zuba ili metastatskim širenjem infekcije iz nekog drugog udaljenijeg žarišta u telu.
Simptomi su bol u kapku, promena boje i edem kože kapka; a kod orbitalnog celulitisa temperatura, malaksalost, egzoftalmus, poremećena pokretljivost oka i poremećaj vida.
Dijagnoza se zasniva na anamnezi, kliničkom pregledu, laboratorijskim analizama i neurološkim slikovnim dijagnostičkim metodama.
Leči se antibioticima, i ponekad hirurškom drenažom.

## Klasifikacija bolesti poMKB10
| Šifra MKB10 | Latinski naziv                                | Srpski naziv                                        |
| ----------- | --------------------------------------------- | --------------------------------------------------- |
| H05.0       | Inflammatio orbitae acuta - Celulitis orbitae | Akutno zapaljenje duplje oka - Celulitis orbite oka |

## Vrste celulita
Zavisno od lolaizacije, etiologije i karakteristika patološkog procesa, postoje dve vrste celulitisa očiju —  preseptelni i orbitalni:
| Oblik celulitisa | Patofiziološke karakteristike |
| ---------------- | --- |
| Preseptalni      | Preseptalni celulitis zahvata samo tkivo očnih kapaka. Ova vrsta celulita obično se javlja kod dece, i to pretežno kod male dece. Uzrokovan je neposrednim širenjem infekcije uzrokovane traumom lica ili očnog kapka, ubodom insekata, prethodnom infekcijom gornjih disajnih puteva, konjunktivitisom ili halacionom. |
| Orbitalni        | Orbitalni celulitis utiče na orbitalne strukture očiju. Ovaj oblik celulitisa mogu uzrokovati patološke promene u okužanje očiju ili kapaka, i to najčešće širenjem infekcije iz susednih sinusa, naročito etmoidalnog (u 75% do 90%). Bolest je ređe uzrokovana neposrednom infekcijom koja prati lokalnu traumu (npr ugriz insekta ili životinja, penetrirajuće povrede kapka) ili širenjem infekcije sa predala lica. Orbitalni celulitis je ozbiljno stanje. Često se mora tretirati agresivnije od preseptalnog celulitisa. |

## Etiopatogeneza
Celulitis je često uzrokovan infekcijom bakterijama ili gljivicama. Ostali etiološki faktori koji mogu dovesti do celulitisa uključuju:
- Ugrize insekata
- Rane na koži (posebno na licu)
- Stomatohirurške operacije ili druge operacije glave i vrata
- Upala sinusa, iz kojih se zatim  infekcija širi u orbitu ili kapak. Pošto su sinusne infekcije češće u hladnom vremenu, celulitis se javlja više u zimskom periodu.

- Astma
- Trauma orbite,
- Inflamacija nakon operativnog tretmana orbite,
- Hematogeno širenje infekcije,
- Furunkul, karbunkul, čupanje obrva.[1]

Uzročnici zavise od etiologije i životne starosti pacijenata, a kao najčešći uzročnici navode se Streptococcus pneumoniae, dok Staphylococcus aureus i Streptococcus pyogenes prevladavaju kada do infekcije dolazi usled lokalne traume. Infekcija Haemophilusom influenzae tipa b, koji je ranije bio česti uzročnik,  danas redak zbog rasprostranjene vakcinacije protiv gripa. Retki uzročnici su gljivice, koje uzrokuju orbitalni celulitis kod bolesnika sa šećernom bolešću ili imunosuprimiranih bolesnika. 
Infekcije kod dece mlađe od 9 godina po pravilu su uzrokovane pojedinačnim aerobnim uzročnikom; dok deca starija od 15 godina tipično imaju polimikrobne mešane infekcije aerobima i anaerobima (Bacteroides, Peptostreptococcus).
Kako orbitalni celulitis potiču od velikih žarišta fulminantne infekcije u susednom tkivu (npr sinuzitia), koja su odvojena tankom koštanom pregradom, infekcije orbite mogu biti opsežne i teške. Ispod periosta se može nakupljati tečnost, ponekad u velikoj količini, što dovodi do nastanka subperiostalnog apscesa, koji mnogi u početku biti sterilni, a kasnije purulentni (gnojavi).

## Klinička slika
Simptomi celulitisa uključuju:
- ispupčeno oko
- oticanje kapaka ili tkiva oko očiju
- crveni kapci
- problemi pri pokretima očiju
- zamućen vid ili dvostruki vid (dvoslike)
- groznica, subfebrilna temperatura
- malaksalost i gubitak energije.[5]

## Dijagnoza
Pored kliničkog pregleda dijagnostika bolesti uključuje pored kliničkog pregleda i nekoliko laboratorijskih testova, uključujući kompletnu krvnu sliku, diferencijalnu krvnu sliku, i kukulturu uzetih uzoraka brisom. Biohemijsko ispitivanje pokazuje izrazitu leukocitozu.
Palpacijom oka oseća se toplina (lat. color) kao znak zapaljenja, a pacijent je u lošijem opštem stanju sa nešto povišenom telesnom temperaturom.

## Terapija
Celulitis je ozbiljno oboljenje jer se infekcija brzo širi. Zbog toga se mora odmah po dijagnostikovanju pristupiti aktivnom lečenju, u kome je urgentna terapija  bitna u borbi protiv celulitisa oka. 
Medikamentozna terapija
Terapija obično uključuje intravensku primenu antibiotika u bolničkim uslovima i česte kontrole oftalmologa (svakih 4-6 sati).   Antibiotska terapija – budući da je orbitalni cellulitis obično uzrokovan Staphylococcusom i Streptococcusom je penicilini i cefalosporini.. Međutim, zbog povećanog porasta MRSA-e (meticilin-rezistentni Staphylococcus aureus) orbitalni celulitis također može biti tretiran s vankomicinom, klindamicinom, ili doksiciklinom.
Ako je poboljšanje bolesti nastane nakon 48 sati nakom intravenske primene antibiotika, pacijent se može prevesti na terapiju oralnim antibioticima (koji se moraju koristiti joj 2 do 3 nedlje od početka bolesti.
Hirurška terapija
Hirurške intervencije 
Hirurske intervencije su neohodne kod postojanja apscesa koji može ugroziti vid ili neurološki status bolesnika. Takođe hirurški zahvat za dekompresiju orbite i otvaranje zaraženih sinusa indiciran je kad je ugrožen vid i kad postoji sumnja na gnojenje ili strano telo, kad se CT–om prikazuje orbitalni ili veliki subperiostalni apsces ili kad infekcija ne odgovara na antibiotike. 
Operacija koja obično zahteva drenažu sinusa, ako je subperiostealni apsces prisutan u medijalnom delu orbite,  može biti izvedena i endoskopski. 
Postoperativno, pacijenti moraju redovito obavljati kontrole kod hirurga i biti pod strogim nadzorom oftalmologa.

## Komplikacije
Komplikacije su:
- gubitak vida (u 3% do 11%) pacijenata zbog ishemične retinopatije i neuropatije vidnog živca uzrokovane povećanim intraorbitalnim pritiskom;
- ograničenje pokreta oka (oftalmoplegija) uzrokovano upalom u mekom tkivu i
- intrakranijalne posledice usled centralnog širenja infekcije, uključujući i trombozu kavernoznog sinusa, meningitis i moždani apsces.

## Prognoza
Iako se celulitis oka smatra oftalmološkim urgentnim stanjem prognoza je dobra, pod uslovom da se primeni urgentna, adekvatna i potpuna terapija. 
Blagovremena primena odgovarajućih antibiotika i higijensko-dijetetskih mera dovodi do izlečenja bez ikakvih sekvela.

## Spoljašnje veze
- MedlinePlus. (jezik: engleski)
- „Pub Med Health - Orbital Cellulitis”. (jezik: engleski)
- MSD Priručnik dijagnostika i terapija — Preseptalni i orbitalni celulitis (jezik: hrvatski)

|  | Molimo Vas, obratite pažnju na važno upozorenje u vezi sa temama iz oblasti medicine (zdravlja). |